# Наукова школа управління ризиками при будівництві та експлуатації об'єктів нерухомості
Наукова школа управління ризиками при будівництві та експлуатації об'єктів нерухомості (англ. The Scientific School of Risks Management in Construction and Operation of Real Estate) — неформальна спільнота дослідників та дослідниць різних поколінь високої наукової кваліфікації, об'єднаних спільними підходами до розв'язання проблеми, стилем роботи й мислення, ідей та методів реалізації дослідницької діяльності. Займається актуальними питаннями розвитку будівельної галузі. Утворена у червні 2017 року рішенням Вченої ради Міжрегіональної академії управління персоналом відповідно до Положення про Наукові школи Академії, затвердженого наказом Ректора від 20 жовтня 2016 року № 162-0.
Комплексною науково-дослідною темою роботи школи є методологічні та практичні засади формування публічної політики управління ризиками у виробничих відносинах та суспільних процесах при будівництві та експлуатації об'єктів нерухомості.
Школа займається впровадженням кращих міжнародних практик та розробкою вітчизняних наукових надбань у сфері розподілу й управління ризиками на всіх етапах життєвого циклу об'єкта нерухомості, у тому числі на основі наукового аналізу концептуальних засад застосування міжнародно визнаних будівельних контрактів, зокрема проформ FIDIC.
Керівник наукової школи — доктор наук з державного управління, професор Непомнящий Олександр Михайлович.

## Склад
Основою Школи є потужний колектив однодумців, сформований в ході спільного вирішення теоретичних і практичних завдань управління ризиками у виробничих процесах та суспільних відносинах при будівництві та експлуатації об'єктів нерухомості, який включає відомих вчених, експертів та експерток-практиків, що мають значний досвід роботи на керівних посадах в центральних органах виконавчої влади, місцевих державних адміністраціях, органах місцевого самоврядування та на виробництві. У складі Школи — ініціатор(к)и переходу будівельної галузі на ринкову модель управління, фундатор(к)и теорії і практики реформування містобудівної діяльності, теоретики(-ні) забезпечення енергоефективності, сейсмостійкості, міцності, надійності будівель і споруд. До школи залучено аспірантську когорту для підтримання наступності та розвитку досягнень старшого покоління вчених.
Школа об'єднала 36 вчених (включаючи іноземних вчених та експертів), серед яких 16 мають докторський науковий ступінь, 14 — кандидатський.
З докторським ступенем:

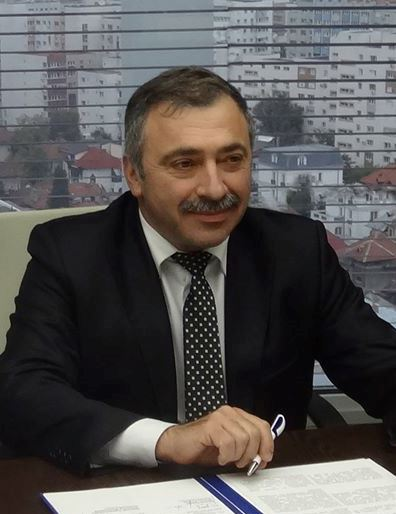
Олександр Непомнящий, керівник Школи

- Олександр Непомнящий, керівник ШколиНепомнящий Олександр Михайлович, доктор наук з державного управління, професор;
- Балашов Анатолій Миколайович, доктор наук з державного управління, професор;
- Бульба Володимир Григорович, доктор наук з державного управління, професор;
- Галінський Олександр Михайлович, доктор технічних наук, старший науковий співробітник;
- Дєгтяр Олег Андрійович, доктор наук з державного управління, професор;
- Ігнатенко Олександр Павлович, доктор наук з державного управління;
- Кайдашев Роман Петрович, доктор юридичних наук, професор;
- Марушева Олександра Анатоліївна, докторка наук з державного управління, доцентка;
- Олійник Наталія Іванівна, докторка наук з державного управління, доцентка;
- Орловський Руслан Семенович, доктор юридичних наук, професор;
- Прав Юрій Григорович, доктор наук з державного управління, доцент;
- Родченко Лариса Михайлівна, докторка наук з державного управління, професорка;
- Романенко Євген Олександрович, доктор наук з державного управління, професор;
- Тріщинська Марина Анатоліївна, докторка медичних наук, доцентка;
- Фаренюк Геннадій Григорович, доктор технічних наук, старший науковий співробітник;
- Яровой Тихон Сергійович, доктор наук з державного управління, доцент.

З кандидатським ступенем:
- Вахович Інна Володимирівна, кандидатка економічних наук, старша наукова співробітниця;
- Власенко Ігор Миколайович, кандидат наук з державного управління;
- Гаврилов Андрій Володимирович, кандидат наук з державного управління;
- Жукова Ірина Віталіївна, кандидатка наук з державного управління, доцентка;
- Казакова Надія Артурівна, кандидатка географічних наук, доцентка;
- Лагунова Ірина Анатоліївна, кандидатка наук з державного управління, доцентка;
- Левцов Сергій Вікторович, кандидат наук з державного управління;
- Лукас Клі, доктор філософії;
- Медведчук Оксана Валеріївна, кандидатка наук з державного управління, доцентка;
- Митропан Тетяна Костянтинівна, кандидатка наук з державного управління, доцентка;
- Нахкур Тоомас Фелікосвич, кандидат наук з державного управління, доцент;
- Тарасюк Василь Григорович, кандидат технічних наук, старший науковий співробітник;
- Хараїм Ірина Володимирівна, кандидатка наук з державного управління, доцентка;
- Шостак Світлана Миколаївна,кандидатка наук з державного управління, доцентка.

Міжнародні експерти:
- Адам Бялаховський, міжнародний експерт;
- Діана Антофі, міжнародна експертка;

Здобувачі наукових ступенів:
- Шандрик В'ячеслав Іванович, кандидат наук з державного управління, докторант;
- Краснюк Валерія Ігорівна, аспірантка;
- Пархоменко Людмила Миколаївна, аспірантка;
- Середа Юрій Васильович, аспірант[4].

## Актуальність
Будівництво та експлуатація об'єктів нерухомості протягом усього їхього життєвого циклу (від формування інвестиційних намірів, включаючи проектування, будівництво, експлуатацію, ремонт, реконструкцію, — і до знесення й утилізації матеріалів і відходів) є наочним прикладом для розробки, апробації та впровадження моделей управління ризиками. Саме тому великого прикладного значення набуває питання щодо діяльності Наукової школи для поглибленого вивчення, максимального збереження та примноження існуючих досягнень і напрацювань відповідного напрямку, а також всебічного розвитку цієї тематики у вітчизняній науці.
Управління ризиками як науковий напрям, в якому знаходять відображення багато змін, що впливають на зміст і характер публічної політики розвинутих демократій, отримало в останні роки досить глибоку розробку в ряді зарубіжних країн та є затребуваним у вирішенні актуальних політичних, економічних, соціальних проблем. Розвиток ефективних інститутів влади, суспільства й бізнесу в Україні неможливий без глибокого наукового обґрунтування та практичного застосування нових моделей формування публічної політики управління ризиками у виробничих процесах та суспільних відносинах, які концентруються у сфері діяльності державних інституцій, публічних та приватних осіб.
Однією із галузей економіки, що розвивається в умовах великої кількості ризиків, є галузь будівництва. Передумовами для нестабільного розвитку будівництва є її специфічні характеристики:
- суттєвий розрив у часі строків інвестування та віддачі від інвестицій, строків прийняття в експлуатацію готової будівельної продукції;
- висока технологічність галузі, травмонебезпека для працівників-будівельників,
- необхідність налагодження співпраці із органами влади та місцевого самоврядування, що часто передбачає бюрократичність та корумпованість адміністративних інституцій[1].

В умовах трансформаційних процесів в економіці країни та переведення її на шлях євроінтеграційних змін, особливої актуальності набуває процес забезпечення конкурентоздатності українських підприємств на європейських ринках, ускладнений проблемними аспектами управління ризиками будівельних проектів. Перехід до європейських стандартів будівництва та системи управління ризиками будівельних проектів забезпечить конкурентоздатність вітчизняних компаній на європейських ринках. Проте, впровадження європейських норм і стандартів повинно враховувати специфіку вітчизняної будівельної галузі, а вчені та практики-фахівці мають забезпечити імплементацію європейських підходів до будівництва з урахуванням специфіки вітчизняного ринку будівельних послуг. Цей процес має супроводжуватися розробкою інноваційних моделей управління ризиками, заснованих на глибокому науковому аналізі та підтверджений емпірично, адже помилки у системі управління ризиками призводять до великих фінансових втрат та можуть викликати кризові явища у рамках діяльності як окремого підприємства, так і будівельної галузі загалом. Означене забезпечується широкою міжнародною співпрацею Школи з провідними міжнародними громадськими організаціями, фондами, органами державної та муніципальної влади, досвід яких вивчається та адаптується до вітчизняних реалій.

## Напрямки роботи
Робота Школи орієнтована на пошук ефективних шляхів мінімізації ризиків при реалізації будівельних проектів на всіх етапах життєвого циклу об'єкта нерухомості на основі застосування міжнародного досвіду практичного управління ризиками, у тому числі на основі наукового аналізу концептуальних засад застосування міжнародно визнаних будівельних контрактів, зокрема проформ FIDIC — Міжнародної федерації інженерів-консультантів.
Серед перспективних напрямів роботи Школи:
- розвиток міжнародного співробітництва з метою обміну прогресивним досвідом управління ризиками при реалізації будівельних проектів;
- більш активне залучення молодих наукових кадрів до науково-дослідницької роботи у рамках тематики Школи;
- забезпечення співпраці з бізнесом з метою підвищення ефективності управління ризиками при будівництві та експлуатації об'єктів нерухомості;
- забезпечення співпраці з органами державної влади для запровадження стандартів управління ризиками на будівництві та створення умов для подальшого розвитку будівельної галузі[1].

## Функції, ключові ідеї та концепти
Наукова школа управління ризиками є біфункціональною, поєднуючи:
1. роботу наукового колективу над проведенням досліджень із актуальних питань розвитку економіки;
2. навчання та виховання фахівців-практиків та науковців, які будуть продовжувати роботу Школи та вирішувати нові завдання, що ставитиме перед наукою суспільство.

Науковий потенціал Школи зосереджено на реалізації таких функцій:
- колективне проведення науково-дослідницької роботи з актуальних питань формування публічної політики управління ризиками у виробничих відносинах та суспільних процесах при будівництві та експлуатації об'єктів нерухомості під керівництвом лідера Школи;
- генерування знань та інноваційних продуктів — інтелектуальної власності;
- підготовка нового покоління фахівців;
- поширення результатів науково-дослідницької роботи для підвищення ефективності розвитку суспільства.

Спільні наукові погляди учасників і учасниць Школи втілюються в єдину дослідницьку програму та методологію досліджень, що знаходиться на стадії активної розробки.
Науковою школою здійснюється аналіз процесів управління ризиками будівельних проектів та експлуатації об'єктів нерухомості протягом усього їх життєвого циклу. Тобто, підходи до науково-дослідницької роботи Школи є комплексними та системними, а питання, які вона розглядає, актуальні для вирішення завдань різних етапів реалізації будівельних проектів.

## Доробок
Колектив Наукової школи здійснює активну науково-дослідницьку, науково-педагогічну, науково-організаційну, науково-методичну та винахідницьку діяльність.

ГС "Міждержавна гільдія інженерів-консультантів"

Напрацювання Школи реалізуються через владні інституції, науково-дослідні інститути, організації громадського суспільства. Науково-практичною лабораторією з апробації напрацювань школи є Громадська спілка «Міждержавна гільдія інженерів-консультантів» (МГІК), — що є провідником кращих міжнародних практик та теоретичних наукових надбань у сфері розподілу й управління ризиками при реалізації договірних відносин у будівництві, медіації та розгляду спорів на основі рекомендацій Комісії ООН «UNCITRAL», досвіду FIDIC, FEANI, MDB, ICC. Проблеми, актуалізовані МГІК, були одним з консолідуючих факторів утворення наукової школи.
Серед найбільш актуальних проблем, розглянутих в рамках комплексної науково-дослідницької роботи, такі:
- удосконалення законодавства у галузі управління ризиками в будівництві з метою приведення його у відповідність до європейських норм та стандартів;
- наукове обґрунтування проведення реформи містобудівного законодавства через дерегуляцію будівельної діяльності;
- розроблення методології вивчення та удосконаленням законодавства у галузі будівництва з метою забезпечення ефективної співпраці з міжнародними фінансовими установами для забезпечення інвестиційної привабливості будівельного комплексу;
- формування інфраструктури ринку житла;
- удосконалення державної політики з питань благоустрою і комунального обслуговування;
- дослідження шляхів вирішенням проблем території відчуження поблизу Чорнобильської АЕС;
- реалізація міжнародних освітянських проектів з екології та охорони навколишнього природного середовища, національних та регіональних програм реформування і розвитку будівництва, житлово-комунального господарства, благоустрою, поводження з побутовими відходами тощо[1][3].

### Прикладні напрацювання
Практичним результатом упровадження розробок учасників та учасниць Школи є запровадження саморегулювання містобудівної діяльності в Україні як механізму підвищення якості робіт (послуг), управління ризиками та боротьби з корупцією.
Напрацювання Школи створили умови та визначили наукове обґрунтування практичних завдань налагодження ефективного механізму державного управління ризиками будівельних проектів та ризиками під час експлуатації об'єктів будівництва шляхом запровадження незалежного моніторингу і контролю, що відповідає міжнародним стандартам та кращим практикам роботи інженерних інституцій світу.
Однією із пропозицій Школи щодо мінімізації ризиків будівельних проектів є запровадження професії інженера-консультанта, для якої розроблено професіограми, описано права та обов'язки таких фахівців. На основі цих досліджень нова професія «інженер-консультант (будівництво)» внесена до Державного класифікатора професій ДК 003:2010, а Довідником кваліфікаційних характеристик професій працівників (Випуск 64 «Будівельні, монтажні та ремонтно-будівельні роботи») визначено її кваліфікаційні характеристики, що дало старт формуванню нової більш ефективної державної політики у сфері управління ризиками будівельних проектів.
Новаторським та унікальним у міжнародній практиці є дослідження вирішення проблем території, що зазнала радіоактивного забруднення внаслідок Чорнобильської катастрофи. За безпосередньої участі колективу Школи розроблено зміни до деяких законодавчих актів України щодо врегулювання окремих питань правового режиму території, що зазнала радіоактивного забруднення внаслідок Чорнобильської катастрофи, внесені Законом України № 1472-VIII від 14.07.2016. Зазначене сприятиме докорінній зміні підходів до Чорнобильської зони: ізоляція і правова невизначеність цієї території мають поступитися глибокому науковому вивченню з перспективою поступової реабілітації.
Дослідження Школи лягли в основу реформи містобудівного законодавства, дерегуляції будівельної діяльності на засадах ризик-менеджменту, запровадження декларативного принципу та принципу мовчазної згоди при здійсненні дозвільно-погоджувальних процедур у будівництві, децентралізації системи державного архітектурно-будівельного контролю тощо. Розробка та здійснення комплексу заходів щодо аналізу методології, вивчення та удосконалення законодавства й відображення проведених реформ залученими експерт(к)ами дозволило покращити позицію України у рейтингу Світового банку та Міжнародної фінансової корпорації «Doing Business — 2014» за індикатором «Отримання дозволів на будівництво» на 145 позицій: з 183 до 41 місця.
Трансформація механізмів управління житловим фондом, формування інфраструктури ринку житла, створення ефективного власника, удосконалення державної політики з питань благоустрою і комунального обслуговування, міського електротранспорту, інженерного захисту територій протягом останніх 5 років здійснюється за безпосередньої участі вчених Школи як через їх працю на різних посадах у сфері публічного управління, так і консультуванням та експертизою (проекти Групи Світового Банку, проекту USAID «Муніципальна енергетична реформа в Україні», інші проєкти UNDP/GEF, REC, TWINING, DESPRO, SIDA, USAID, EU, DANCEE). На основі окремих наукових результатів колективу Школи розроблено низку законопроектів, внесено десятки пропозицій до проектів законів України, розроблено  проекти ДБН тощо.
Колектив Школи має досвід міжнародної діяльності, зокрема, у її складі:
- член Бюро Комітету ЄЕК ООН з житлового будівництва і землекористування (2011—2014 рр.),
- експерт з проведення національного огляду житлового сектору в Україні (2010—2014 рр.),
- засновник будівельно-договірного права як навчальної дисципліни в Чехії та основоположник відповідного напрямку на юридичному факультеті в Празі,
- автор методик впровадження контрактів FIDIC та інші[3].

## Наукові досягнення
Школою протягом останніх 5 років розроблено ряд наукових проектів та дослідницьких програм з актуальних наукових напрямів, зроблено значний внесок у розробку та реалізацію міжнародних та державних програм, серед яких міжнародні освітянські проекти з екології та охорони навколишнього природного середовища, національні та регіональні програми реформування і розвитку будівництва, житлово-комунального господарства, благоустрою, поводження з побутовими відходами, енергоефективності та комунальної енергетики; створено низку об'єктів права інтелектуальної власності, забезпечено проведення тренінгів, семінарів та інших науково-просвітницьких заходів. Здійснюється наукове керівництво й консультування з підготовки кандидатських та докторських дисертацій.
За останні 5 років під науковим керівництвом учасників Школи захищено 9 докторських та 26 кандидатських дисертацій з присвоєнням відповідних ступенів. За цей час опубліковано 34 монографії, 19 підручників, 33 навчальних посібники, близько 350 наукових праць з наукового напрямку у провідних міжнародних та вітчизняних фахових виданнях, 35 статті у журналах, що реферується у наукометричних базах Scopus та Web of science.
Ініційовано та проведено понад 30 міжнародних та вітчизняних конференцій, забезпечено участь у майже 200 міжнародних та вітчизняних конференціях, за результатами яких опубліковано тези доповідей.

### Публікації
У рамках роботи Школи видано наступні праці апробаційного характеру:
- Голіков А. П., Казакова Н. А. Водно-ресурсний потенціал світової економіки: проблеми використання та охорони. / Вісн. Харк. нац. ун-ту ім. В. Н. Каразіна. — Серія «Міжнародні відносини. Економіка. Країнознавство. Туризм». — Харків, 2017. № 6 — С. 25-32.
- Галінський О. М., Горгуракі В. Ф., Чижевський О. П. Загальна інструкція з безпечної експлуатації багатоповерхових багатоквартирних житлових будинків ДП «УкрНДПІцивільбуд», ДП «НДІБВ», Київ, 2017. -  91 с.
- Adam Białachowski. FIDIC INTERNATIONAL INFRASTRUCTURE CONFERENCE — JAKARTA 2017 — Presentation on «Future of how engineers work key to resilient infrastructure».
- Навчальний посібник «Управління проектами: навчальний посібник для студентів вищих навчальних закладів»; М-во культури України, Харків. держ. акад. культури, Каф. менедженту і адміністрування. — Харків: ХДАК, 2017 р. ст. 192 Дєгтяр А. О., Сотніков В. І.
- Навчальний посібник «Теорія економічного аналізу: навчальний посібник для студентів вищих навчальних закладів»; М-во культури України, Харків. держ. акад. культури, Каф. менедженту і адміністрування. — Харків: ХДАК, 2017 р. ст. 149/75, Дєгтяр А. О., Лисенкова Н. В.
- Ігнатенко О. П., Мороз В. В. Методологія фінансово-економічної оцінки муніципальних проектів з використання біомаси за бюджетної підтримки (doc). О. П. Ігнатенко // Економіка природокористування і охорони довкілля: [зб. наук. пр.] / Державна установа «Інститут економіки природокористування та сталого розвитку Національної академії наук України». — К. : ДУ ІЕПСР НАН України, 2017. — С. 113—120.
- Державне регулювання фінансових ринків [Моногр.] / А. О. Дєгтяр, О. А. Дєгтяр, О. О. Калюга, О. М. Непомнящий, Р. Г. Соболь — Харків: «Водний спектр Джі-Ем-Пі», 2017. — 292 с.
- Vlasenko I.N. Genesis of scientific concepts about public administration of risks in construction [Tekst] / I.N. Vlasenko // Public management – 2018. – № 1 (11) – С. 77 – 83.
- Лукас Клі Legal Aspects of Using FIDIC Contracts in International Construction Projects in Ukraine / Svitlana Teush, Lukas Klee // International Construction Law Review", Issue No.1, 2018.
- Казакова Н. А. Ставка України на розвиток ІТ-індустрії (doc) / Н. А. Казакова, О. А. Марушева, Є. Е. Широкорад. // Вісник Харківського національного університету ім. В. Н. Каразіна. — Серія «Міжнародні відносини. Економіка. Країнознавство. Туризм». — Харків. — 2017. — № 6. — С. 44–49.
- Перегляд судових рішень в адміністративному процесі: підручник у 2 книгах / наук.-ред. колегія: Р. Кайдашев (голова), Є. Романенко (співголова), О. Акімов, С. Гербеда (заступник голови), М. Гончаренко (заступник голови), В. Гурковський, О. Непомнящий, В. Силкін, Р. Сиротенко, І. Чаплай (відповідальний секретар, координатор проекту). — Київ: ДП "Вид. дім «Персонал», 2017. — Кн. 1. — 304 с.
- Основні вимоги до споруд як основа ідентифікації  ризиків під час експлуатації об’єктів нерухомості / О.М. Непомнящий // Вчені записки ТНУ ім. В.І. Вернадського. Серія: Державне управління. – 2020. Т. 31(70), № 2. – С. 134-138.
- Соціальний розвиток і соціальні інновації: компендіум / за заг. ред. А. Є. Тамма. — Харків: Вид-во «Оберіг», 2017. 364 с. Автори-упорядники: В. Г. Бульба, О. В. Кулініч, А. В. Меляков, О. М. Непомнящий та ін.
- Теорія і практика ціноутворення на міжнародних ринках: навчальний посібник / Н. В. Непрядкіна, В. І. Сідоров, Н. А. Казакова, Ю. Г. Прав. –  2017. — 93 с.
- Farenyuk G. / Kaliukh I., Farenyuk E., Kaliukh T. Experimental and Theoretical Diagnostics of Defectsin Ferroconcrete Piles Based on Reflection of Longitudinal and Transverse Waves. / International fib symposium «Hightechconcrete: Where technology and engineering meet!», Maastricht, The Netherlands, 12 — 14 June, 2017.
- Романенко Є. О. Комунікативна політика держави: монографія / Є. О. Романенко. — Київ: ДП "Видавничий дім «Персонал», 2016. — 400 с.
- Стратегические приоритеты государственно-гражданской коммуникации: монография / В. Н. Козаков, А. В. Рашковская, В. А. Ребкало, Е. А. Романенко, И. В. Чаплай. — LAP Lambert Academic Publishing, 2017—314 с.
- Democratic Transition in Slovakia: Model Situation for the Challenges of Ukraine a DemocraticTransition. Scientific monograph. Alla Bilous, Marian Ded, Anna Durfina, Olga Chervyakova, Nadezda Jankelova, Yevhen Romanenko, Tatiana Tokolyova. Central European Education Jnstitutes.r.o.Bratislava – 2017 — p. 204.
- Формирование инструментов маркетинга в публичном управлении: учебное пособие / Романенко Е. А., Чаплай И. В. — LAP Lambert Academic Publishing, 2016. — 190 с.
- Medvedchuk O. Self-regulation as Risk Mitigation Tool in Formation of Critical Infrastructure [Electronic resource] / O. Medvedchuk  // Information & Security: An International Journal. – Vol. 40, no. 2  (2018). Р.  129-133
- Митропан Т.К. Удосконалення механізмів управляння ризиками при здійснені закупівель товарів, робіт та послуг у будівництві / Т.К. Митропан // Держава та регіони. Серія: Державне управління. – 2018. – № 3. – С.114 –119.
- Нахкур Т.Ф. Напрями підвищення ефективності механізмів державного управління ризиками у процесі  регулювання інвестиційної діяльності у будівництві  / Т.Ф. Нахкур  // Аспекти публічного управління. – 2018. – №  4. – С. 26-31.
- Хараїм І.В. Співробітництво України з міжнародними організаціями для модернізації публічної політики управління ризиками в будівництві. Актуальні проблеми державного управління. 2018. Вип. 1 (53). С. 66–71.
- Havrylov A.V. Engineering as a mechanism of risk mitigation in construction. News of Science and Education. 2019. № 3 (64). С. 18–26.
- Лагунова І.А. Технічне регулювання як механізм публічного управління ризиками у будівництві. Шляхи та перспективи розвитку / І.А. Лагунова  //  Інвестиції: практика та досвід : наук. практ. журн. ЧНУ. – К. : ДКС Центр, 2019. – № 1 – С. 90-96.
- Krylova I., Olijnyk N. Selection of the Optimum Model of Management in Water Supply and Wastewater Sphere of Ukraine // Science Review, №5(22), June 2019. Р. 10-18.
- Казакова Н. А., Прав Ю. Г., Марушева О. А., Шолом А. С. З астосування кількісних та якісних методів для оцінки ризиків будівельно-інвестиційних проектів. Вісник економіки транспорту і промисловості. 2018. № 61. С. 150–160.
- Zhukova I.V. Directions of Introduction of Experience of the Developed Countries of the world Concerning Information and Analytical Maintenance of System of Fire Safety in Ukraine. Наукові перспективи. – № 2(2) 2020. С. 6-15.
- Шостак С.М. Комплексний механізм державного управління спільними з міжнародними фінансовими організаціями інвестиційними проектами / С.М. Шостак // Наукові перспективи: журнал. – 2020. № 4(4). – С. 104-113.
- Прав Ю. Г. Управління ризиками інвестиційно-будівельних проектів. Вчені записки Таврійського національного університету ім. В.І. Вернадського. 2020. Т. 31 (70). № 3. С. 175–180.
- Nepomnyashchyy O. Modern Media Resources for the Implementation of Public Administrative Mechanisms in Crisis / O. Nepomnyashchyy, O. Marusheva, O. Medvedchuk, I. Lahunova, V. Dabizha // Asia Life Sciences. – 2020. – Supplement 22 (2). – Р. 57-70